# Грінченко Марія Миколаївна
Марі́я Микола́ївна Грінче́нко (Грінченкова, до шлюбу Гладиліна; 1 (13) червня 1863, Богодухів, нині Харківської області — 15 липня 1928, Київ) — українська письменниця, перекладачка, фольклористка, редактор та освітянка. Псевдоніми та криптоніми — М. Загірня, М. Чайченко, М. Доленко, П. З. Р-ой та інші. Дружина Бориса Грінченка, мати Анастасії Грінченко.

## Життєпис[2][3]
Народилася у купецькій сім’ї. Після закінчення земської прогімназії з 1881 р. по 1884 р. працювала у місцевій народній школі.

У 1883 р. в м. Зміїв на літніх педагогічних курсах (форма підвищення кваліфікації) знайомиться з Борисом Грінченком. 10 лютого 1884 р. вони одружилися.
"Ми любимо один одного, у нас тепер одна душа, але любов до України і спільна праця на користь їй ще дужче з'єднають нас і дадуть силу перемогти все." (М. Грінченко до Б. Грінченка)
Після недовгого вчителювання в с. Нижня Сироватка (Сумщина), де у подружжя народилася донька Настя, Грінченки переїжджають і працюють (1887–1893) в народній школі села Олексіївка Катеринославської губернії (нині район Алчевська Луганської обл.). Праця в україномовному селі (до того подружжя працювало сумських та харківських російськомовних селах) сприяла формуванню Марії Миколаївни як педагога-просвітника. Саме в Олексіївці вона стала, за словами Х. Алчевської, «ідейною дружиною, яка всім серцем поділяла симпатії чоловіка».
У 1894 р. родина Грінченків переїхала до Чернігова. Марія Миколаївна веде активну культурно-громадську роботу. Вона входить до нелегальної Чернігівської української громади, бореться за українську мову та українську школу. Допомагає своєму чоловікові впорядкувати музей українських старожитностей В. Тарновського, бібліотеку цього ж музею, складає каталог її фондів.
Отримавши від журналу «Киевская старина»  пропозицію опрацювати словниковий матеріал, у 1902 році родина Грінченків переїхала до Києва. Марія Грінченко взяла на себе технічну роботу з укладання «Словаря української мови», видатного твору початку ХХ ст.
Марія Миколаївна була членом київської «Просвіти» й активною учасницею просвітницько-педагогічного руху. 
Починаючи з 1908 р., на Грінченків одне за одним звалюються нещастя. Помирає єдина дочка 23-річна Настя. Через чотири місяці ховають її маленького сина – свого єдиного онука Володимира. Навесні 1910 р., не  витримавши втрат, помирає Борис Дмитрович.
Останні роки свого життя Марія Миколаївна присвячує популяризації творів чоловіка, збереженню пам’яті про нього. У 1910–1918 роках керувала видавництвом імені Бориса Грінченка.
У 1919–1920 рр. М. Грінченко співпрацювала з Державним видавництвом України, яке випускало дитячий журнал рідною мовою «Весняні хвилі», брала участь у створенні «Шкільної бібліотеки». Готувала й редагувала повне зібрання творів Б. Грінченка у видавництві «Книгоспілка» (Харків), публікуючи в ньому свої оригінальні твори й переклади та редагуючи для нього твори Бориса та Анастасії Грінченків, що видавалися до 1929 р.
Подарувала Всеукраїнській академій наук бібліотеку Бориса Грінченка, до якої склала двотомний каталог.
Життя М. Грінченко обірвалося раптово 15 липня 1928 р. У неділю о 12 годині дня, коли вона вийшла в садок відпочити, їй принесли листа. Прочитавши його, Марія Миколаївна розхвилювалась і пішла до себе в кімнату, щоб написати відповідь. Увечері, коли до неї постукали, ніхто не відповів, а в кімнаті вона лежала мертвою біля ліжка. У некролозі читаємо: «Змучене хворе серце не витримало грубого дотику життя».

## Творчість
Літературну працю почала 1884 року. Друкувала вірші в журналах «Зоря», «Дзвінок», «Правда».

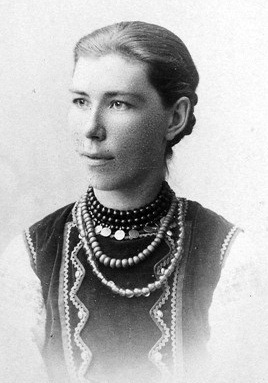
Марія Грінченко

Авторка прозових творів «Під землею. Оповідання про шахти» (1897), «Чередник та дівчата» (1898).

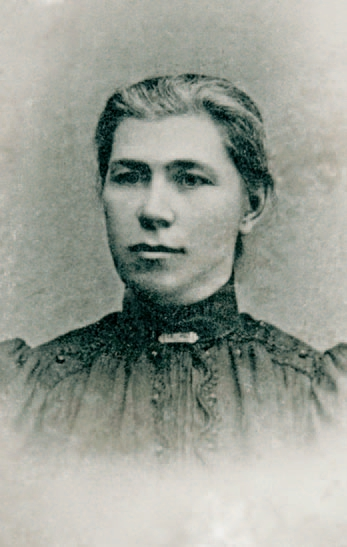
Марія Грінченко

### Переклади
Найважливіші переклади виконані Марією Грінченко:
- комедія К. Ґольдоні «Мірандоліна» (1911).

Окремими книжками в перекладах Марії Грінченко вийшли:
- 1884 р. — оповідання Льва Толстого «Чим люди живі?»;
- 1893 р. — оповідання Миколи Лєскова «Про Хведора Християнина і про друга його Оврама Жидовина»,
- 1895 р. — оповідання Альфреда Теннісона «Добра душа»,
- 1907 р. — «Пригоди Тома Соєра» Марка Твена, драма «Монна Ванна» Моріса Метерлінка, дві казки М. Салтикова-Щедріна «Як мужик двох генералів прохарчив» і «Дикий пан» (в одній книжці), п'єси Генріка Ібсена «Ворог народові», «Примари», «Підпори громадянства»;
- 1908 р. — драми Германа Зудермана «Кінець Содому», «У рідній сім'ї» та Генріка Ібсена «Нора» і «Росмерсгольм» (останню — разом з донькою Настею);
- 1913 р. — повість Карла-Еміля Францоза «Боротьба за право»;
- 1917 р. — «Лісова казка» Дмитра Маміна-Сибіряка та оповідання Едмондо де Амічіса «Малий писар»;
- 1918 р. — повість Талбота Ріда «Старшини у Вільбайській школі» та роман Гаррієт Бічер-Стоу «Дядькова Томова хата, або Життя рабів-негрів».

Крім того, в перекладах Марії Грінченко декілька разів (1906, 1907, 1910, 1911, 1918, 1919) і в різному складі виходили друком книжки казок Ганса Крістіана Андерсена.

## Наукова діяльність
Марія Грінченко активно допомагала Борису Грінченку в записах живої народної мови під час укладання «Словаря української мови».
Із заснуванням УАН (1918) працювала в Комісії Словника української живої мови, беручи участь у перевиданні, виправленні й доповненні «Словаря української мови» (1927–1928), створенні академічного «Російсько-український словника» (т. 1–3, 1924–33, незакін.).
Уклала підручники «Рідне слово. Українська читанка» (1912, разом із Б. Грінченком) і «Наша рідна мова» (1918).

## Родина

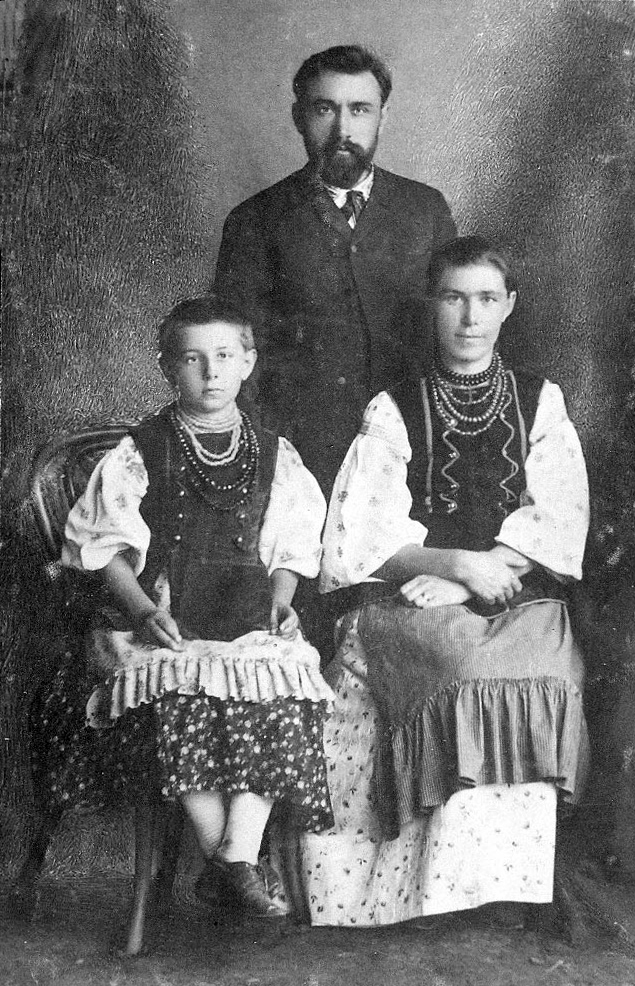
Марія Грінченко з чоловіком та донькою

З Борисом Грінченком побралася 10 лютого 1884 року. Вінчання відбулося в приміщенні школи в селі Нижня Сироватка (нині Сумська область), де Борис на той час був завідувачем.
Донька - Анастасія Грінченко.
Онук Володимир (помер немовлям).

## Вшанування пам'яті
- У Дніпрі існує Вулиця Марії Грінченко.